# Мамед Эмин Расулзаде (посёлок)
Мамед Эмин Расулзаде (азерб. Məmməd Əmin Rəsulzadə) — посёлок городского типа в административном подчинении Бинагадинского района города Баку, Азербайджан. Посёлок расположен в 4 км от железнодорожной станции Баладжары.
Статус посёлка городского типа с 1936 года. До конца 1990-х годов носил название Киров. 5 октября 1999 года посёлок был переименован в честь видного политического деятеля и председателя национального совета Азербайджанской Демократической Республики Мамеда Эмина Расулзаде.
По данным БСЭ в Кировском работал лесопильный завод, действовал филиал Бакинского вечернего нефтяного техникума. В окрестностях Кировского велась добыча нефти.

## Население
| 1959   | 1970   | 1979   | 1989   | 2011   | 2014   |
| ------ | ------ | ------ | ------ | ------ | ------ |
| 15 950 | 43 167 | 77 168 | 34 285 | 48 600 | 51 800 |